# استقلال بنما عن إسبانيا
تم استقلال بنما عن إسبانيا من خلال ثورة غير دموية بين 10 نوفمبر 1821 و28 نوفمبر 1821. اغتنم خوسيه دي فابريجا الفرصة، عندما غادر الحاكم الإسباني بنما للتقدم في مسيرة ضد الإكوادوريين المتمردين، فقاد حملة من أجل الاستقلال. أصدر المتمردون في بلدة فيلا دي لوس سانتوس الصغيرة أول إعلان عن الاستقلال وانتشرت الحركة بسرعة إلى العاصمة. خوفا من أن تستعيد إسبانيا البلاد، سرعان ما انضم المتمردون إلى جمهورية كولومبيا الكبرى.

## التاريخ
جاءت المحاولات الأولية لتحرير بنما من إسبانيا من المحررين في أمريكا الجنوبية، وليس البنميين، الذين رأوا بنما كحلقة إستراتيجية، سياسيًا وعسكريًا بين أمريكا الجنوبية ودول أمريكا الوسطى. في وقت مبكر من عام 1787، حاول الفنزويلي فرانسيسكو دي ميراندا جذب اهتمام البريطانيين بمشروع قناة في بنما لزيادة التجارة مع بريطانيا، مقابل دعم عسكري لتعزيز آمال استقلال أمريكا الجنوبية. أدى هجوم نابليون، الذي أطاح بالملك الإسباني عام 1807، إلى دفع سيمون بوليفار من أجل الاستقلال في جميع أنحاء أمريكا الجنوبية. على الرغم من أن بوليفار لم تطأ قدمه بنما، إلا أنه دعا إلى الاستقلال، وأعلن في عام 1815 «رسالة من جامايكا» أن استقلال بنما سيؤدي إلى فرص تجارية. في عام 1819، قاد الأسكتلندي جريجور ماكجريجور محاولة فاشلة لتحرير بنما.
عندما أطاحت الحماسة الثورية في أمريكا الجنوبية بنائب الملك في غرناطة الجديدة خوان دي لا كروز مورجيون، فر إلى بنما وأُعلن حاكماً.  صدرت أوامر لمورجيون للتوجه إلى الإكوادور لمحاربة الانفصاليين وعين خوسيه دي فابريجا خلفًا له. بمجرد إبحار مورجيون، انتهز فابريجا اللحظة لاستقلال بنما.
في 10 نوفمبر 1821، تم توجيه الدعوة الأولى للاستقلال في بلدة فيلا دي لوس سانتوس الإقليمية الصغيرة. أطلق عليها اسم «صيحة من أجل الاستقلال»،  أشعلت شرارة المتمردين في جميع أنحاء الريف البنمي. باستخدام الرشاوى لقمع المقاومة من القوات الإسبانية وحشد هروبهم، سيطر المتمردون على مدينة بنما دون إراقة دماء.  في 20 نوفمبر 1821، أعلن فابريجا استقلال بنما في مدينة بنما. عُقد اجتماع مفتوح مع التجار وملاك الأراضي والنخب، الذين خافوا من انتقام إسبانيا وانقطاع التجارة، قرروا الانضمام إلى جمهورية كولومبيا الكبرى وصاغوا قانون استقلال بنما.